# Xenostigme trichophila
Xenostigme trichophila är en svampart som beskrevs av Syd. 1930. Xenostigme trichophila ingår i släktet Xenostigme och familjen Meliolaceae.   Inga underarter finns listade i Catalogue of Life.